# スマートシティ

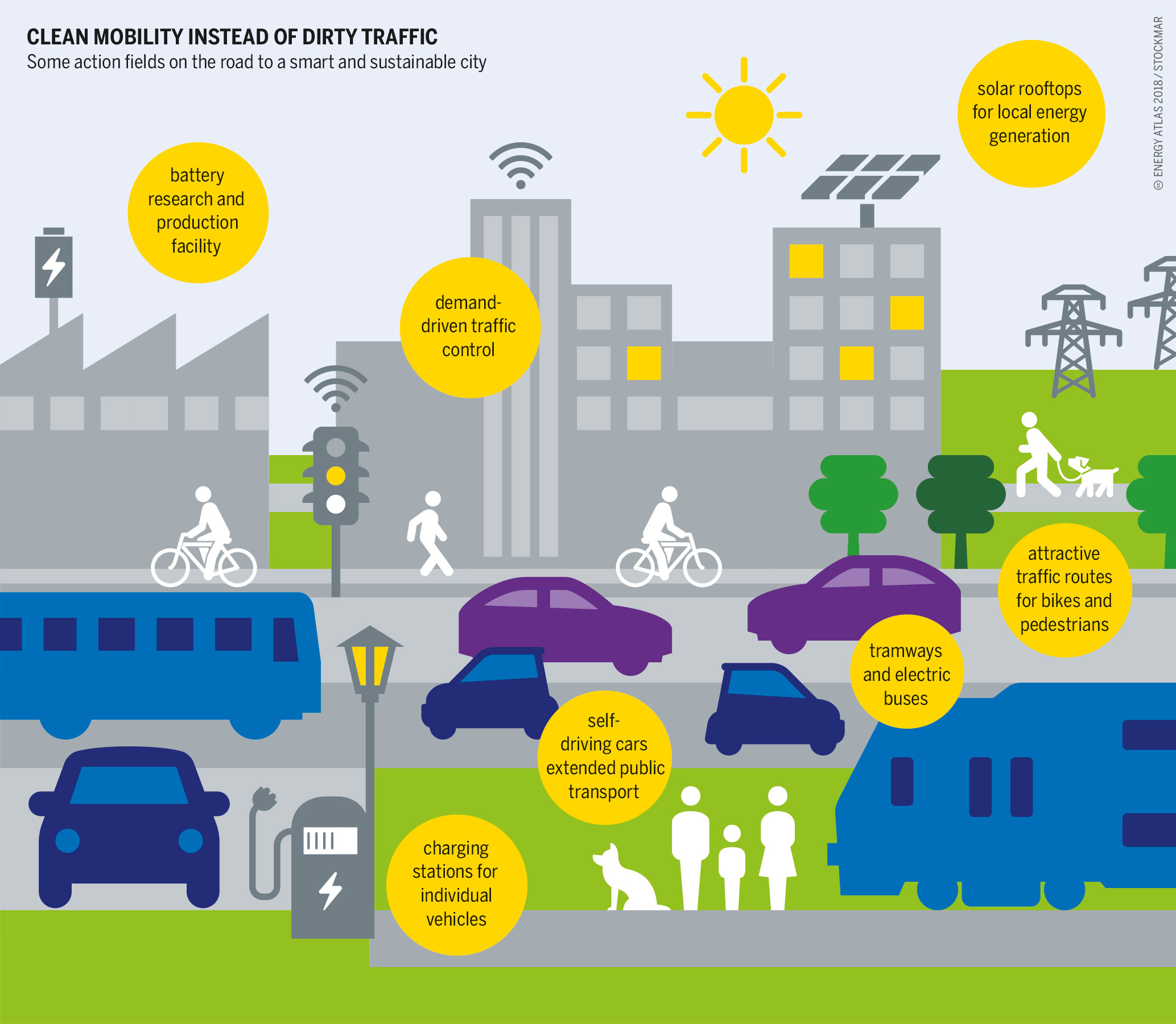
スマートでサステイナブルなモビリティの実現に向けて

スマートシティ（英: smart city）は、ITや先端技術を活用し、環境負荷を抑えながら持続的発展を目指す都市である。

## 解説
スマートシティは特に、
1. 再生可能エネルギーの供給を安定させるために情報通信技術によって電力の質を管理する(エネルギーの枯渇防止)
2. 二酸化炭素排出量を減らし気候変動を抑制する(地球温暖化抑制)
3. 都市の再編を行うことで地域活性化、再生可能エネルギーの導入、都市空間の整備による減災(少子高齢化対策)

の3つの課題解決につながる。 
一方で、実際に導入するには住民との連携が必要なため、企業の実験段階で止まっていることがほとんどである。

## スマートシティとは
1. スマートシティに取り組む上での基本理念、基本原則に基づき
2. 新技術や官民各種のデータを活用した市民一人一人に寄り添ったサービスの提供や、各種分野におけるマネジメントの高度化等により
3. 都市や地域が抱える諸課題の解決を行い、また新たな価値を創出し続ける
4. 持続可能な都市や地域

“都市“での取組ばかりではく、里山里海などを有する地域における豊かな自然と共生した地域づくり（スマートローカル）もスマートシティの仲間である。
スマートシティとは、さまざまな種類の電子的手法、音声活性化方法、センサーを使用して特定のデータを収集する、技術的に近代的な都市部のことである。そのデータから得られる情報は、資産、資源、サービスを効率的に管理するために使用され、その見返りとして、そのデータは都市全体の運用を改善するために使用される。これには、市民、デバイス、建物、資産から収集したデータを処理・分析し、交通・輸送システム、発電所、公共事業、給水ネットワーク、廃棄物、犯罪検知、情報システム、学校、図書館、病院、その他のコミュニティサービスを監視・管理することが含まれる。ただし、スマートシティは、政府がテクノロジーを活用するだけではなく、都市の監視、分析、計画、統治方法においてもスマートである。
スマートシティのコンセプトは、ICT（情報通信技術）と、IoT（モノのインターネット）ネットワークに接続されたさまざまな物理デバイスを統合し、都市の運営とサービスの効率を最適化し、市民とつながることである。スマートシティ技術によって、都市の職員がコミュニティと都市のインフラの両方と直接対話し、都市で何が起こっているか、どのように都市が進化しているかを観察することができる。ICTは、都市サービスの質、性能、双方向性を高め、コストと資源消費を削減し、市民と行政の接触を増やすために使用される。スマートシティアプリケーションは、都市の流れ（往来）を管理し、リアルタイムで対応できるように開発されている。したがって、スマートシティは市民と単純な「取引」関係を持つ都市よりも課題に対応する準備ができているかもしれない。しかし、用語自体の詳細が不明で、したがって多くの解釈の可能性が残っている。

## 定義
スマートシティの用語の下で実装されている技術の幅が広いため、スマートシティの正確な定義を抽出することは困難である。ディーキン(Deakin)とアル・Al Waerは、スマートシティの定義に貢献する4つの要素を挙げている。
- 幅広い電子技術やデジタル技術をコミュニティや都市に適用していること。
- ICT(情報通信技術)の活用により、地域内の生活や労働環境が変革されること。
- そのような情報通信技術が行政システムに組み込まれていること。
- ICTと人々を結びつけ、彼らが提供するイノベーションと知識を強化する実践の領域化。

ディーキンは、ICTを活用して市場（市民）の要求に応える都市をスマートシティと定義し、そのプロセスへのコミュニティの関与がスマートシティには必要であるとしている。 したがって、スマートシティとは、特定の分野においてICT技術を保有するだけでなく、その技術を地域コミュニティにプラスの影響を与える形で実装した都市であるといえるだろう。
別の定義としては、以下のようなものがある：
- ビジネス辞書: "経済、移動、環境、人、生活、行政の複数の主要分野に優れ、持続可能な経済発展と高い生活の質を実現する先進的な都市圏。これらの主要分野で優れることは、強力な人的資本、社会資本、および/またはICTインフラを通じて可能となる。"[18]
- Caragliu and Nijkamp 2009年: "都市は、人的・社会的資本と伝統的（交通）・近代的（ICT）通信インフラへの投資が、参加型行動と関与を通じて、天然資源の賢明な管理とともに、持続可能な経済発展と高い生活の質を促進するとき、「スマート」と定義することができる"[19]。
- ビジネス・イノベーション・技能省、UK 2023年: "コンセプトは静的なものではなく、スマートシティの絶対的な定義や終点はなく、むしろ都市がより「住みやすく」、弾力的になり、その結果、新しい課題に迅速に対応できるようになるプロセス、あるいは一連のステップである。"[20]。
- 欧州委員会: "スマートシティとは、住民やビジネスの利益のために、従来のネットワークやサービスがデジタルソリューションの利用により効率化された場所である。"
- フロスト＆サリバン(Frost & Sullivan) 2014年: "スマートシティを定義する8つの重要な側面として、スマートガバナンス、スマートエネルギー、スマートビルディング、スマートモビリティ、スマートインフラストラクチャー、スマートテクノロジー、スマートヘルスケア、スマートシチズンを挙げている"[21]
- ギフィンガー(Giffinger)ら2007年: "地域競争力、交通と情報通信技術の経済性、天然資源、人的・社会的資本、生活の質、都市の統治への市民の参加"[22]。
- インド政府 2015年: "スマートシティは、教育、技能、所得水準に関係なく、幅広い層の住民に経済活動や雇用機会の面で持続可能性を提供する"[23]。
- 米国電気電子学会（Institute of Electrical and Electronics Engineers）のスマートシティ: "スマートシティは、テクノロジー、政府、社会をまとめ、次のような特徴を実現する。スマートシティ、スマートエコノミー、スマートモビリティ、スマート環境、スマートピープル、スマートリビング、スマートガバナンス"
- スマートシティ協議会: "スマートシティとは、すべての都市機能にわたってデジタル技術が組み込まれている[24]ものである"[25]

## 特長
スマートシティ（コミュニティ、ビジネスクラスタ、都市の集合体、地域も含む）は、情報技術を利用して次のようなことを行うことが示唆されている:
- 人工知能とデータ分析によって物理インフラ（道路、建築環境、その他の物理的資産）をより効率的に利用し、強力で健全な経済、社会、文化の発展を支援する[26]。
- オープンイノベーションプロセスと“e-Participation”(電子的参加)の利用により、ローカルガバナンスの関係者と効果的に関わり、市民参加とコ・デザイン(実際の利用者や利害関係者たちとプロジェクトのなかで積極的にかかわりながら行うデザイン)に重点を置いたe-ガバメント(電子政府)によって、都市機関の集合知を向上させる[12]。
- 都市の知性を向上させることで、学習、適応、革新を行い、それによってより効果的かつ迅速に状況の変化に対応する[12][27]。

それらは、人間の知能、集合的な知能、そして都市内の人工知能のあらゆる次元を強力に統合する方向へと進化する。都市の知性は「デジタル通信ネットワーク（神経）、至る所に埋め込まれた知性（脳）、センサーとタグ（感覚器官）、ソフトウェア（知識と認知能力）のますます効果的な組み合わせに存在する」とされる。

こうしたスマートシティにおけるインテリジェンスの形態は、3つの方法で実証されている:

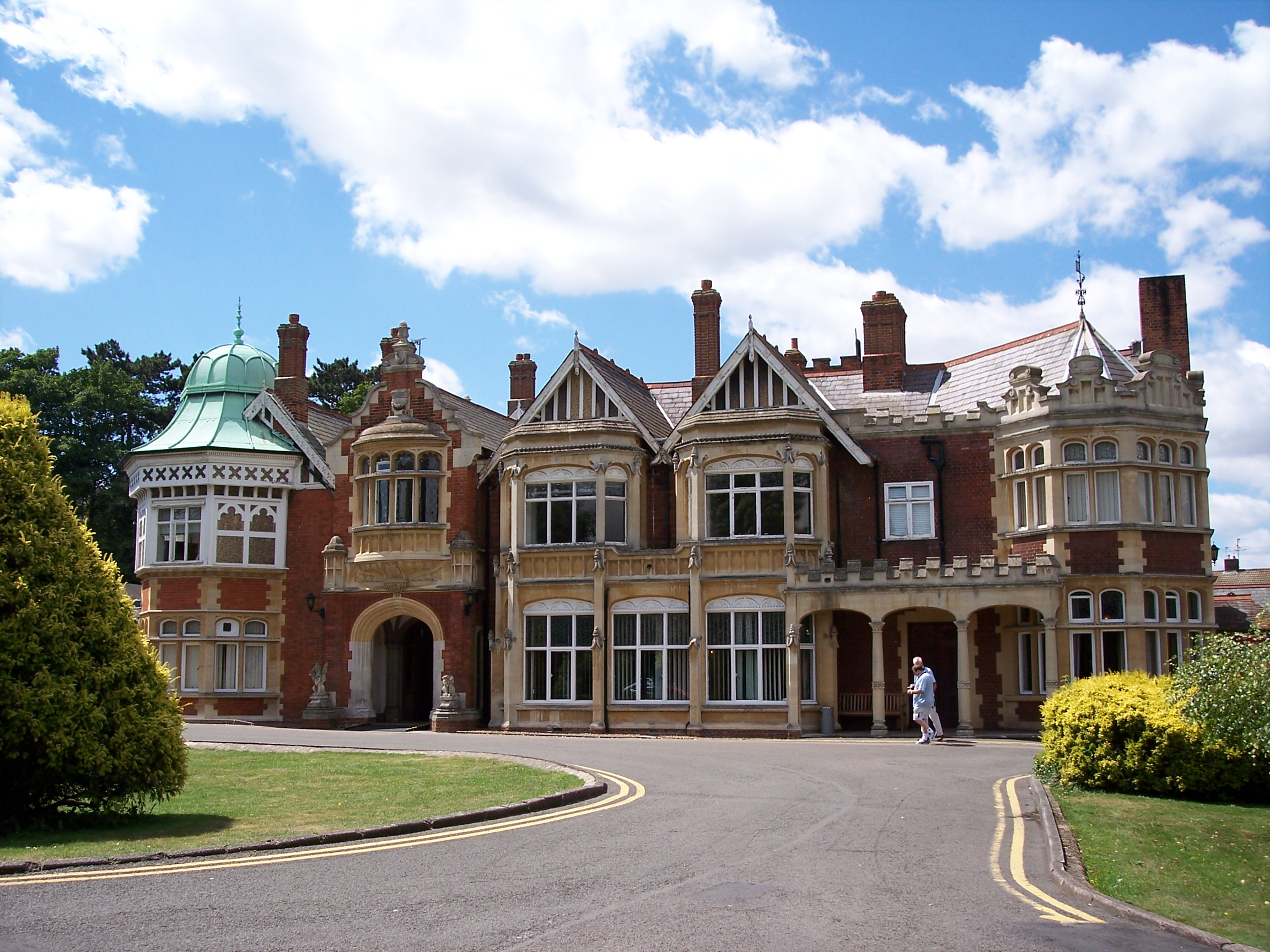
ブレッチリー・パーク(Bletchley Park)はしばしば世界最初のスマートコミュニティとされている

1. オーケストレーション[注釈 1]・インテリジェンス：[12] 都市が制度やコミュニティベースの問題解決や共同作業を確立する場所。例えば、ナチスのエニグマ暗号がアラン・チューリング(Alan Turing)をリーダーとするチームによって解読されたブレッチリー・パーク(Bletchley Park)では、このようなことが行われていた。これは、スマートシティやインテリジェントコミュニティの最初の例と呼ばれている[30]。
2. エンパワーメント[注釈 2]・インテリジェンス: 都市はオープンプラットフォーム、実験施設、スマートシティインフラを提供することで、特定の地区にイノベーションを集積する。これらは、ストックホルムのキスタ・サイエンス・シティ(Kista Science City)や香港のサイバーポート・ゾーンに見られるものである。また、メルボルンやキエフにも同様の施設が設けられている[リンク切れ]。香港のサイバーポート1およびサイバーポート2ビル

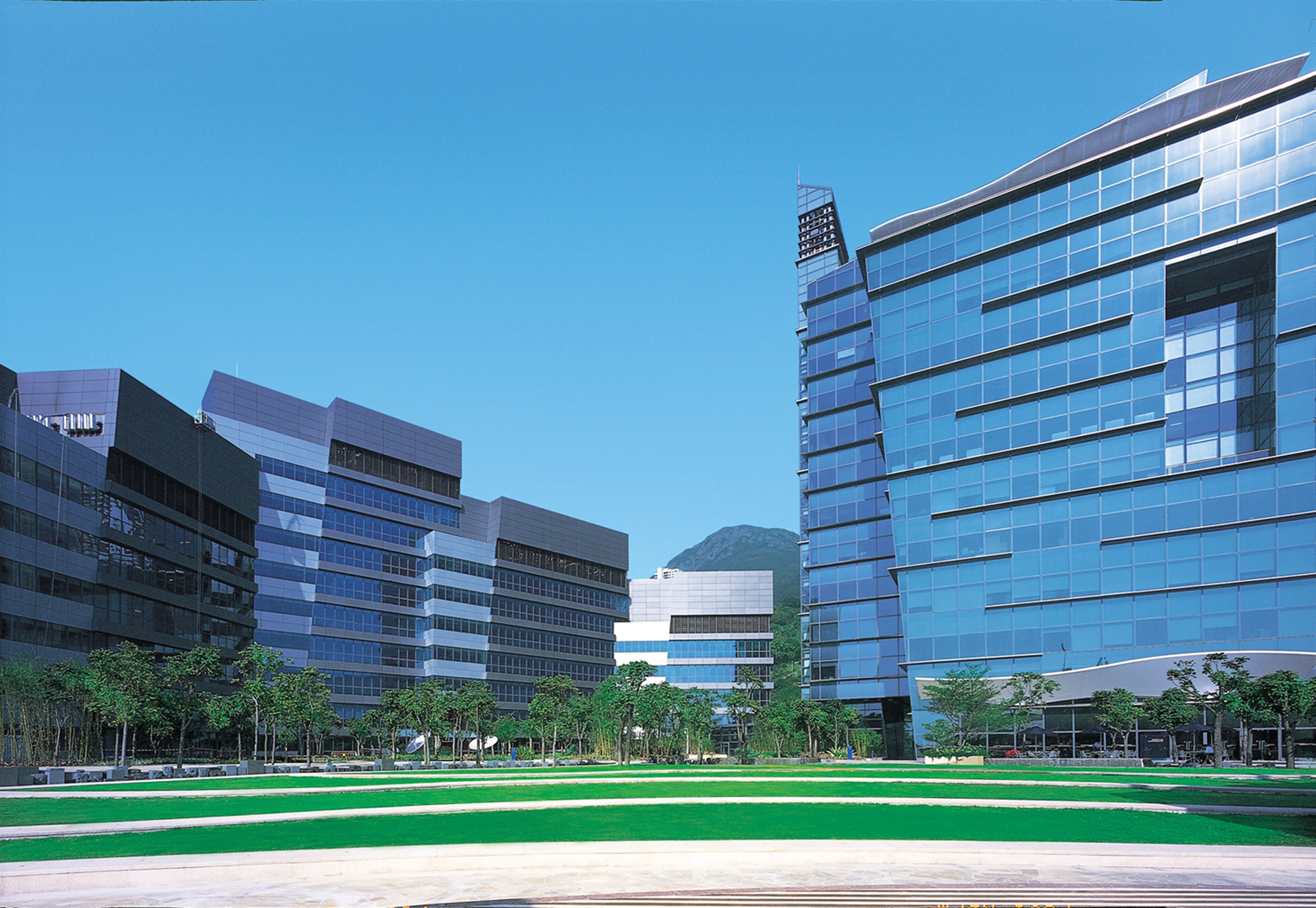
香港のサイバーポート1およびサイバーポート2ビル

3. 計装のインテリジェンス: 都市インフラをリアルタイムでデータ収集し、分析・予測モデル化することでスマート化する。特にスマートシティにおける監視の問題など、多くの論議がある。計測知能の例としては、アムステルダムで実施されたものがある[31]。 これは、以下を通じて実現される[12]。
  1. 研究者がアプリケーションを開発するために開放された共通のIP(Internet Protocol)基盤。
  2. 無線メーターやデバイスがその場で情報を発信する。
  3. 多くの家庭がスマートエネルギーメーターの提供を受け、エネルギー消費を計測し、エネルギー使用量を削減する。
  4. 太陽光発電のゴミ圧縮機、車の充電ステーション、省エネ街灯。

インテリジェントシティの活性化の主な分野には、以下のようなものがある:
| イノベーション経済                               | 都市インフラ               | ガバナンス                 |
| ------------------------------------------------ | -------------------------- | -------------------------- |
| 産業、クラスター、都市地区におけるイノベーション | 交通機関                   | 市民への行政サービス       |
| 知識労働力: 教育・雇用                           | エネルギー／ユーティリティ | 参加型と直接民主制         |
| 知識集約型企業の創出                             | 環境保全／安全             | 市民へのサービス: 生活の質 |

“Edison Electric Institute”の元副社長である“David K. Owens”によると、スマートシティが備えるべき重要な要素は、統合通信プラットフォームと「ダイナミック・レジリエント・グリッド(動的弾力性ある送配電網)」の2つであるという。

## データ収集
スマートシティは、OSI参照モデルの「レイヤー(層)」による普遍化で概念化されている。スマートシティは、都市の公共インフラと都市アプリケーションシステムを接続し、収集したデータを認識レイヤー、ネットワークレイヤー、アプリケーションレイヤーの3つのレイヤーで受け渡すことで構築される。都市アプリケーションシステムは、都市内のさまざまなインフラを制御する際に、データを使ってより良い判断を下すことができる。認識レイヤーは、センサーを使ってスマートシティ全体のデータを収集する場所である。このデータは、カメラ、RFID(Radio Frequency Identification)、GPSなどのセンサーを通じて収集される。認識レイヤーは、収集したデータを無線通信でネットワークレイヤーに送信する。ネットワークレイヤーは、認識レイヤーからアプリケーションレイヤーへ収集したデータを転送する役割を担っている。ネットワークレイヤーは、都市の通信インフラを利用してデータを送信するため、攻撃者に傍受される可能性があり、収集したデータや情報を秘匿する必要がある。アプリケーションレイヤーは、ネットワークレイヤーから受け取ったデータを処理する役割を担っている。アプリケーションレイヤーは、処理したデータを使って、受信したデータに基づいて都市のインフラストラクチャをどのように制御するかを決定する。

## 枠組み（フレームワーク）
スマートシティの機能を構築、統合、導入するには、スマートシティプロジェクトの中心となる機会やイノベーションの重点分野を実現するための独自の枠組み（フレームワーク）が必要である。枠組み（フレームワーク）は、スマートシティの開発に関連する多くのカテゴリーを含む5つの主要な次元に分けることができる。

### 技術的枠組み（フレームワーク）
スマートシティは、テクノロジーの展開に大きく依存している。技術インフラの様々な組み合わせが、人間と技術システム間の様々なレベルの相互作用によって、スマートシティ技術の数々を形成している。
- デジタル: スマートシティの個人とデバイスをつなぐには、サービス指向のインフラが必要である。これには、イノベーションサービスや通信インフラが含まれる。“Yovanof, G. S. & Hazapis, G. N.”は、デジタルシティを「ブロードバンド通信インフラ、オープンな業界標準に基づく柔軟でサービス指向のコンピューティングインフラ、政府およびその職員、市民、企業のニーズを満たす革新的サービスを組み合わせた、つながったコミュニティ」[37]と定義している。
- インテリジェント: 人工知能や機械学習などの認知技術を、接続された都市デバイスが生成するデータに学習させ、パターンを特定することができる。特定の政策決定の有効性と影響は、都市環境と人間の継続的な相互作用を研究する認知システムによって定量化することができる[38]。
- ユビキタス(至る所にある): ユビキタス都市は、接続されたあらゆるデバイスから公共サービスにアクセスすることができる。“U-city”はあらゆるインフラへのアクセスという点で設備が整っているため、デジタルシティのコンセプトの延長線上にある[39]。
- 有線(インフラ): スマートシティ開発の初期段階においては、ITシステムの物理的な構成要素が重要である。有線インフラは、より相互接続された生活の中心となるIoTや無線技術をサポートするために必要である[40]。有線都市環境は、継続的に更新されるデジタルおよび物理インフラへ一般的アクセスを提供する。そして、最新のテレコミュニケーション、ロボティクス、IoT、様々なコネクテッドテクノロジーを展開し、人的資本と生産性をサポートすることができる[41][42]。
- ハイブリッド: ハイブリッドシティとは、物理的な都市圏と、その物理的な空間に関連するバーチャル(仮想的な)都市が組み合わされたものである。この関係は、バーチャルなデザインであったり、物理的な都市空間でのバーチャルなコミュニティーの参加者が限界量まで存在したりすることがある。ハイブリッド空間は、スマートシティ・サービスや統合のための未来型プロジェクトを実現するのに役立つ[43]。
- 情報都市: スマートシティでは、多様なインタラクティブデバイスにより、大量のデータが生成される。その情報をどのように解釈し保存するかは、スマートシティの成長と安全性にとって重要である[44]。

### 人間の枠組み
スマートシティの取り組みは、市民や訪問者の生活の質に測定可能なプラスの影響を与える。スマートシティの人的枠組み（経済、知識ネットワーク、人的サポートシステム）は、その成功の重要な指標となる。
- 創造性: 芸術と文化の取り組みは、スマートシティ計画における共通の重点分野である[リンク切れ][47]。イノベーションは知的好奇心や創造性と関連しており、様々なプロジェクトで、知識労働者が多様な文化・芸術活動に参加することが実証されている[48][49]。
- 学習すること: モビリティはスマートシティ開発の重要な分野であるため、教育イニシアティブによる有能な労働力の構築が必要である[46]。都市の学習能力には、利用可能な労働力トレーニングやサポートを含む教育システム、文化の発展や交流が含まれる[50]。
- 人間性: 多くのスマートシティプログラムは、ボランティア団体へのアクセス向上や安全地帯の指定など、ソフトインフラの開発に焦点を当てている[51]。この社会関係資本への焦点は、多様性、包括性、公共サービスへのユビキタス(何処でも利用可能)なアクセスが都市計画に組み込まれていることを意味する[42]。
- 知識: スマートシティプロジェクトでは、知識経済の発展が中心となっている[52]。新興技術やサービス分野の経済活動の拠点となることを目指すスマートシティは、都市開発におけるイノベーションの価値を強調している[42]。

### 制度的な枠組み
”Moser, M. A."によれば、1990年代以降、ITに関わるユーザーの裾野を広げる戦略として、スマートコミュニティ運動が具体化した。これらのコミュニティのメンバーは、関心を共有する人々であり、政府や他の制度的組織と連携して、日常の行動のさまざまな結果により悪化した日常生活の質を向上させるために IT の利用を推し進めようとするものである。”Eger, J. M.” は、スマートコミュニティは、その社会的・ビジネス的ニーズを解決する触媒としてテクノロジーを展開することを意識的かつ合意的に決定する、と述べている。このようなITの活用とその結果としての改善は、制度的な支援なしにはより厳しいものになる可能性があることを理解することが非常に重要であり、実際、スマートコミュニティ構想の成功には、制度の関与が不可欠である。”Moser, M. A." は「スマートコミュニティの構築と計画はスマートな成長を求める」と述べている。交通渋滞、学校の過密、大気汚染など日常的な問題の悪化傾向に対応するためには、市民と組織の連携によるスマートな成長が不可欠である。ただし、技術の伝播はそれ自体が目的ではなく、新しい経済社会に向けた都市の再発明を行うための手段に過ぎないことに注意が必要である。つまり、スマートシティを成功させるためには、政府の支援が必要であると断言できる。
この3つの次元が連動してこそ、真のスマートシティの構想が可能になるのである。“Caragliu, A.”、“Del Bo, C." & "Nijkamp, P."によるスマートシティの定義によると、都市がスマートであるのは、人間・社会資本とITインフラへの投資が、参加型ガバナンスを通じて、持続的成長と生活の質の向上を促進するときである。

### エネルギーの枠組み（フレームワーク）
スマートシティは、データとテクノロジーを活用して、効率性の向上、持続可能性の改善、経済発展の創出、都市に住む人々や働く人々の生活の質的要因の向上を実現する。それは、その都市がよりスマートなエネルギーインフラを備えていることも意味する。より正式にはスマートシティとは "...都市の資産をよりよく管理するために、情報...とモノのインターネット（IoT）部門にわたる技術を安全に統合した都市部」。スマートテクノロジーを活用することで、都市における統合エネルギー技術をより効率的に利用することができ、より自立した地域、あるいは消費以上のエネルギーを生産するポジティブ・エネルギー地区を開発することも可能になる。
スマートシティは、街灯、スマートビル、分散型エネルギー源（DER:Distributed Energy Resources）、データ分析、スマート交通など、さまざまな項目の「スマートなつながり」によって動いている。中でも、エネルギーは最も重要である。だからこそ、電力会社(utility companies)がスマートシティで重要な役割を果たすのである。電力会社は、市当局やテクノロジー企業、その他多くの機関と連携し、アメリカのスマートシティの成長を加速させた主要なプレーヤーの一人である。

### データマネジメントの枠組み
スマートシティは、データの収集、処理、発信の技術を、ネットワークとコンピューティング技術、データのセキュリティとプライバシー対策と組み合わせて採用し、市民の生活の質全般を促進するためのイノベーションの適用を奨励しており、公益事業、健康、交通、娯楽、行政サービスなどの側面を網羅している。

## ロードマップ
スマートシティのロードマップは、以下の4つ/3つ（1つ目は事前チェック）の主要な要素で構成される。
1. コミュニティが何であるかを正確に定義すること：この定義が、その後のステップで行うことを整えるかもしれない。地理、都市と田舎のつながり、それらの間の人の流れに関係し、さらに、一部の国では、述べられた都市／コミュニティの定義が、実際の生活で発生していることに効果的に対応していない可能性がある。
2. コミュニティの研究：スマートシティの構築を決定する前に、まずその理由を明らかにする必要がある。これは、そのような取り組みがもたらす利益を決定することで可能となる。市民固有の属性とビジネスのニーズを知るためにコミュニティを研究する。すなわち、市民の年齢、教育、趣味、街の魅力など、そのコミュニティ独自の属性を知ることである。
3. スマートシティの政策の作成：スマートシティの政策を策定するスマートシティの役割、責任、目的、目標を明確にし、イニシアチブを推進するためのポリシーを作成する。また、目標を達成するための計画や戦略を立てる。
4. 市民との連携：電子政府、オープンデータ、スポーツイベントなどを通じて、市民と連携する。

要約すると、人々、プロセス、技術（PPT：People、Processes、Technology）がスマートシティ構想の成功の3原則である。都市は、市民やコミュニティを研究し、プロセスとビジネスを進行させるものを知り、政策を作り、市民のニーズを満たす目的を持たなければならない。そして、市民のニーズを満たすために技術を導入し、生活の質を向上させ、真の経済的機会を創出することができる。そのためには、都市の文化、長期的な都市計画、地域の規制を考慮した、全体的な特化したアプローチが必要である。
「セキュリティ、レジリエンス、サステナビリティ、交通渋滞、治安、都市サービスの改善など、スマート化を望む理由は地域によってさまざまです。しかし、すべてのスマートコミュニティには共通の特徴があります。それは、スマートな接続と、私たちの業界のよりスマートなエネルギーインフラによって支えられているということです。スマートグリッドは、スマートコミュニティを構築するための基礎となるものです。」と エジソン電気協会（the Edison Electric Institute）会長、“PNM Resources”社社長兼CEOの“Pat Vincent-Collawn”は述べた。

## スマートシティの歴史
スマートシティという考え方や存在は、比較的新しいものである。スマートシティの存在は、ロサンゼルスで最初の都市ビッグデータプロジェクトが作られた1970年代にまでさかのぼると考えられている。ロサンゼルスのクラスター分析」と題されたこのプロジェクトでは、街を通常の地域やコミュニティのエリアに分類していなかった。その代わりに、従来の都市計画レポートとは明らかに異なる、様々なユニークな名称を持つ散在したクラスターに分類された。スマートシティの起源はロサンゼルスに遡るが、最初に存在したのはアムステルダムと言われている。1994年、アムステルダムは仮想デジタルシティの構築に成功した。シスコとIBMは、2005年から2010年にかけて、都市の研究と創造に何百万ドルもの資金を投入している。2011年にはバルセロナでスマートシティエキスポ世界会議が開催され、50カ国から6000人が参加した。イギリスと中国では、いくつかの試験的なスマートシティの計画が開始された。この頃から、スマートシティのコンセプトが本格的に動き出した。ロンドン、トロント、ニューヨーク、ソルトレイクシティなどの都市が、いくつかの新しい開発の立ち上げを計画し、前進とブループリントを作り始めた。2020年、ベトナムはハノイ近郊で新しいスマートシティに取り組み始め、2028年に完成する予定である。今後、世界のスマートシティの割合は増え続け、2050年には世界人口の最大70％がスマートシティに住むと予想されている。

## 政策
ASEANスマートシティネットワーク（ASCN：ASEAN Smart Cities Network）は、スマートシティ開発に関する協力を促進し、民間セクターとの銀行取引可能なプロジェクトを促進し、ASEANの外部パートナーからの資金と支援を確保することによって、ASEAN全体のスマートシティ開発の努力を相乗させることを目的とする共同プラットフォームである。スマートシティの文脈における都市外交は、知識、創造性、革新性によって大きく刺激される。
EU（The European Union）は、その大都市圏の都市の成長を「スマート」に実現するための戦略を考案することに絶え間ない努力を払ってきた。 EUは「欧州のデジタルアジェンダ」の下で様々なプログラムを展開している。 2010年には、公共サービスと生活の質の向上を目的とするICTサービスにおけるイノベーションと投資の強化に焦点を当てた。英国拠点のアラップ（Arup Group Limited）はスマート都市サービスに関する世界市場は2020年までに年間4千億ドルとなると予測している。

## 技術
スマートグリッドは、スマートシティにおける重要な技術である。スマートグリッドの柔軟性が向上することで、太陽光発電や風力発電など、変動の大きい再生可能エネルギーの普及を促進することができる。また、モバイル端末（スマートフォン、タブレット端末など）も、市民がスマートシティのサービスに接続するためのキーテクノロジーである。スマートシティは、スマートホーム、特にその中で使われている技術にも依存している。
自転車シェアリングシステムは、スマートシティの重要な要素である。
スマートシティには、スマートモビリティも重要である。高度道路交通システム、CCTVシステムも開発されている。また、デジタルライブラリーを持つスマートシティもある。
オンライン協調型センサーデータ管理プラットフォームは、センサー所有者が自分のデバイスを登録・接続してオンラインデータベースにデータを送り込み保存し、開発者がデータベースに接続してそのデータに基づいた独自のアプリケーションを構築できるオンラインデータベースサービスである。
その他の支援技術としては、在宅勤務、 テレヘルス、ブロックチェーン、 フィンテック、オンラインバンキング技術、 ...がある。
開閉式ボラード（Retractable bollard）により、市街地への出入りを制限することができる（例：アウトレットストアへの配送トラックなど）。このようなバリアの開閉は、従来は電子パスを通じて手動で行われていたが、ボラードシステムに接続されたANPR（Automatic number-plate recognition）カメラによって行うことも可能である。
エネルギーデータ管理システム（EDMS：Energy Data Management Systems）は、データを記録し、それを利用して効率を高めることで、都市の省エネに貢献することができる。

### スマートシティ技術のコストベネフィット分析
スマートシティと個々の技術について、費用便益分析が行われている。これらは、ある技術を導入することが経済的・環境的に有益かどうかを評価するのに役立ち、また、各技術の費用対効果を相互に比較することができる。

## 検討・計画中の主な自治体
出典は国土交通省報道発表資料（2020年7月31日）、三鷹市企画部広報メディア課 (2021年11月12日)。
- 埼玉県さいたま市
- 東京都大田区
- 東京都三鷹市
- 新潟県新潟市
- 愛知県岡崎市
- 大阪府大阪市
- 兵庫県加古川市
- 熊本県荒尾市
- 福島県相馬市
- 茨城県水戸市
- 埼玉県熊谷市
- 東京都東村山市
- 石川県加賀市

## 事業化
"Apple"、"Baidu(百度)"、"Alibaba(阿里巴巴集团)"、"Tencent(腾讯)"、"Huawei(华为技术有限公司)"、"Google"、"Microsoft"、"Cisco"、"IBM"、"Schneider Electric(仏; SE)"などの大手IT、通信、エネルギー管理企業が、インテリジェントシティに関する市場イニシアチブを開始した。
- “Baidu”は自動運転技術であるApolloに取り組んでいる。[104]
- アリババ（Alibaba）はシティブレイン[105][106]を作成した。
- テンセント（Tencent）は、“WeChat Intelligent Healthcare”、“Tencent Doctorwork”、“AI Medical Innovation System（AIMIS）”など、医療技術に取り組んでいる。[104][107]
- ファーウェイ（Huawei）は、都市の安全性向上に重点を置いた「セーフシティ・コンパクト・ソリューション」 [108][109]を有している。
- グーグル（Google）の子会社“Sidewalk Labs”は、スマートシティに注力している。
- マイクロソフトは“CityNext”[110]を展開している。
- シスコ（Cisco）は、グローバルな「インテリジェント・アーバナイゼーション」イニシアティブを立ち上げ、ネットワークを第4のユーティリティとして活用し、統合的な都市管理、市民の生活の質向上、経済発展のために都市を支援している。
- IBMは、都市のエコシステムにおける思考と行動の新しいアプローチを活性化することで、都市や大都市圏の経済成長と生活の質を促進するために、“Smarter Cities Challenge” [111]を発表している。
- シュナイダーエレクトリック（Schneider Electric）は、“EcoStruxure”[112]に取り組んでいる。

## 実施例
都市の掲載順序は英語表記のアルファベット順に従った。スマートシティの技術やプログラムの例は、シンガポール、 アメリカ、ドバイ、 ミルトンキーンズ、 サザンプトン 、アムステルダム、 バルセロナ、 マドリード、 ストックホルム、 コペンハーゲン、中国、日本、ニューヨークで実施されている。
都市の空間的広がりのある知性に関連する主な戦略や成果は、1999年から2010年までのインテリジェント・コミュニティ・フォーラム賞にあげられる。それらは、松島・水原（韓国）、ストックホルム（スウェーデン）、ソウル江南地区（韓国）、ウォータールー、オンタリオ（カナダ）、台北（台湾）、三鷹（日本）、グラスゴー（英国スコットランド）、カルガリー（カナダ アルバータ州）、ソウル（韓国）、ニューヨーク（米国）、ラグレンジ（米国ジョージア州）、シンガポールであり、イノベーションエコシステムや成長、包括を支えるブロードバンドネットワークとeサービスの発展への取り組みが評価された。 
スマートシティ戦略を積極的に進めている都市は数多く存在する。：

### アルマトイ（Almaty）
2021年、カザフスタンとシンガポールは、「G4シティ」というプロジェクトを開発することに合意した。プロジェクトをカザフスタンのアルマティ（Almaty）地方で実施する。このプロジェクトは、Almaty - “Ust-Kamenogorsk highway”の“Almaty - Kapshagay”の区間に位置する4つのスマートシティで構成される予定である。

### アムステルダム（Amsterdam）
2009年に始まったアムステルダムのスマートシティ構想は、現在、地域住民、行政、企業が共同で開発した170以上のプロジェクトを含む。 これらのプロジェクトは、無線機器による相互接続プラットフォーム上で動作し、都市のリアルタイムな意思決定能力を向上させる。アムステルダム市は、交通量の削減、エネルギーの節約、公共の安全の向上をプロジェクトの目的としている。 住民の取り組みを促進するために、市は毎年「Amsterdam Smart City Challenge」を実施し、市の枠組みに合ったアプリケーションや開発の提案を受け入れている。 住民が開発したアプリの例として、駐車場の所有者が料金を払って人々に貸し出すことができる「Mobypark」がある。このアプリから生成されたデータは、市がアムステルダムの駐車需要や交通の流れを把握するために利用することができる。多くの家庭でスマートエネルギーメーターが提供されており、これらに対するインセンティブは実際にエネルギー消費を削減している。 このほか、自治体が街灯の明るさを制御できるフレキシブル街灯（スマート照明）や、市が交通量をリアルタイムで監視し、特定の道路の現在の走行時間に関する情報を流して、運転者が最適なルートを決定できるスマート交通マネージメントなどの取り組みも行われている。

### バルセロナ（Barcelona）
バルセロナは、「CityOS」戦略の中で、「スマートシティ」アプリケーションといえるプロジェクトを数多く立ち上げている。 例えば、ポブレノウ公園（Parc del Centre de Poblenou）の灌漑システムにセンサー技術が導入されており、植物に必要な水のレベルに関するリアルタイムデータが園芸作業員に送信される仕組みになっている。[117][132] また、バルセロナは、最も一般的な交通の流れのデータ分析に基づき、主に垂直、水平、斜めのルートを利用し、多くのインターチェンジを有する新しいバスネットワークを設計した。[133] 複数のスマートシティ技術の統合は、スマート信号機の実装によって確認でき[134]、バスは青信号が多くなるよう最適化したルートで走行するようになっている。また、バルセロナで緊急事態が発生すると、緊急車両のおおよそのルートが信号システムに入力され、GPSと交通管理ソフトウェアを組み合わせ、車両が近づくとすべての信号が青になり、緊急サービスが遅れずに現場に到着できるようになっている。このデータの多くは、“Sentilo Platform”によって管理されている。[135][136] Sentiloは2012年11月よりバルセロナ市が主導し開発しているIoT企業である。バルセロナ市の中での実務担当部門はバルセロナ市情報局（IMI：Munnicipal Institute of Informatics）である。SentiloはIoTなどセンサーデータのための基盤であるが、都市に関するデータを集約して活用するための基盤"City OS"を構成する要素のうちの一要素として位置づけられている。

### ブリスベン（Brisbane）
ブリスベン市は、大気質や環境騒音などの重要な情報を記録するポールを市内各所に設置するプロジェクトを開始した。収集された情報は、市議会が市街地の運営を改善するために利用される。また、街路灯の役割も果たし、充電用のコンセントやWi-Fiも備えている。

### オハイオ州コロンバス（Columbus, Ohio）
2017年夏、オハイオ州コロンバス市はスマートシティの追求を開始した。同市はアメリカン・エレクトリック・パワー・オハイオ（American Electric Power Ohio）と提携し、新たな電気自動車充電ステーション群を誕生させた。コロンバス市のような多くのスマートシティは、今回のような協定を利用して、気候変動への備え、電気インフラの拡充、既存の公共車両の電気自動車への転換、通勤時の乗り合いへのインセンティブづくりを進めている。このような取り組みに対して、米国運輸省（the U.S. Department of Transportation）はコロンバス市に4,000万ドルの補助金を交付した。また、市はバルカン社（Vulcan Inc.）から1000万ドルを受け取った。
電気自動車用充電スタンドの新設場所選びに電力会社が関与した重要な理由のひとつは、データを収集するためだった。“Daily Energy Insider”によると、AEP（American Electric Power Ohio）のインフラと事業継続のグループは、「使われない、維持されない場所にインフラを置きたくない。集めたデータは、将来的にもっと大きな市場を構築するのに役立つ」と述べている。
現在、自律走行車は「世界的に産業研究と立法の推進が進んでいる」ため、そのためのルートや接続を構築することも、コロンバスのスマートシティ構想の重要な部分である。

### コペンハーゲン（Copenhagen）
2014年、コペンハーゲンはスマートシティ開発戦略「Connecting Copenhagen」で権威ある世界スマートシティ賞を受賞した。 コペンハーゲンの技術・環境行政に位置づけられ、スマートシティ開発の行政単位であるコペンハーゲンソリューションラボ（Copenhagen Solutions Lab.）が、この取り組みを取りまとめている。グレーターコペンハーゲン“Greater Copenhagen”には、他にも“State of Green”や“Gate21”など、スマートシティの取り組みを調整・開始する著名なアクターが存在し、後者はイノベーションハブのスマートシティ“Cluster Denmark”を立ち上げている。
エコノミスト誌の記事で現在の大規模なスマートシティプロジェクトが説明されている。「コペンハーゲンでは、世界中の多くの都市と同様に、住みやすさに関して大気の質が重要な議題となっており、68%の市民が自分の都市の魅力に関して空気の質を重要視している。コペンハーゲン・ソリューション・ラボ（Copenhagen Solutions Lab.）は現在、Googleと共同で、Googleのストリートビューカーに監視装置を取り付け、街中の大気の質のヒートマップを作成しています。この情報は、サイクリングやジョギングをする人が、大気の状態が最も良いルートを計画するのに役立つ。また、このプロジェクトは、このような情報が街中のセンサーによってリアルタイムで収集され、交通の流れのデータと照合されるようになる未来を垣間見せている。"
世界経済フォーラム（The World Economic Forum）の別の記事で、コペンハーゲン・ソリューション・ラボ（Copenhagen Solutions Lab.）のプログラムディレクターであるMarius Sylvestersenは、官民のコラボレーションは、透明性、データを共有する意欲、そして同じ価値観によって築かれなければならないと説明している。そのためには、参加を希望する組織が、特にオープンな考え方を持つことが必要である。オープンなコラボレーションと知識の共有を促進するために、コペンハーゲンソリューションラボは2016年に“Copenhagen Street Lab.”を立ち上げた。ここでは、“TDC”、“Citelum”、“Cisco”などの組織が“Copenhagen Solutions Lab.”と協力して、都市や市民の問題に対する新しい解決策を見出すために活動している。

### ディジョン(Dijon)
フランスのスマートシティであるディジョン首都圏プロジェクト「オン・ディジョン」(OnDijon)では、その一部の文教地区整備の竣工後の2021年9月に2大学が移転してきて、オン・ディジョン プロジェクトに日々エネルギー消費量などのデータを提供している。この文教地区整備をヴァンシー建設株式会社が請け負い、同社は、工事着手前に多様な分野の関係者が共通の言語でデータを作成して交換・共有する必要があるため、BIM協働仕様（BCF:BIM Collaboration format)を定めたうえで、BIMマネジャーに加えて、多様な分野の関係者が作成するデータの品質確保のために「CIMマネジャー」(City Information Management Manager)を配置し、エネルギー・パーフォーマンスを含めた運用段階でのデータ共有を可能とした。なお、建築物及び土木構造物については、ISO 19650シリーズに準拠した国際的に相互運用可能なデータをオン・ディジョンのデータ・ベースに格納している。

### ドバイ（Dubai）
2013年、UAEの副大統領であるシャイフ・モハンマド・ビン・ラーシド・アル・マクトゥーム（Shaikh Mohammad bin Rashid Al Maktoum）が、2030年までにドバイをスマートシティにするための100以上の取り組みを盛り込んだ「スマートドバイ」プロジェクトを開始した。このプロジェクトは、民間部門と公共部門を統合し、市民がスマートフォンを通じてこれらの部門にアクセスできるようにすることを目的としている。
その計画の中には、ドライバーレス輸送を実現するドバイ自律輸送戦略、政府・企業・顧客の情報と取引の完全デジタル化、2021年までに市民が政府のアプリケーションにアクセスできる5000のホットスポットを提供する、などの取り組みがある。
“mPay”と“DubaiNow”という2つのモバイルアプリは、公共料金や交通違反の罰金から教育、健康、交通、ビジネスサービスに至るまで、市民のためのさまざまな決済サービスを促進している。また、“Smart Nol Card”は、地下鉄、バス、水上バス、タクシーなどすべての交通サービスの支払いを可能にする統一されたリチャージ可能なカードであり、このカードがあれば、市民は地下鉄、バス、水上バス、タクシーなどすべての交通サービスの支払いを行うことができる。さらに、ドバイ自治体のデジタルシティ構想では、各建物に固有のQRコードを付与し、市民がスキャンすることで建物、区画、位置に関する情報を取得できるようにしている。

### ダブリン（Dublin）
ダブリンは、スマートシティとして予想外の首都と呼ばれている。ダブリンのスマートシティプログラムは、スマートテクノロジーのプロバイダー、研究者、市民と協力して都市の課題を解決し、都市生活を向上させるために、ダブリン4自治体のイニシアチブであるスマートダブリン（Smart Dublin）によって運営されている。このプログラムには、スマートシティアプリケーションのためのオープンソースデータをホストするダブリンのオープンデータプラットフォームである”Dublinked”が含まれている。

### グディニャ（ポーランド）（Gdynia）
グディニャ（ポーランド北部の港湾都市）は、都市データに関する世界評議会が発行するISO 37120認証を東欧で初めて取得した都市である。 2015年には、インテリジェント道路交通管理システム“TRISTAR”が導入された。 グディニャのトロリーバスは1943年から運行しているが、低公害交通として今も開発が進んでいる--中には独自の電池を搭載し、駆動力のないエリアまで走行できる車両もある。
都市機能の21分野からの200セット以上の最新データが、オープンデータポータルで公開されている。データセットは機械可読性の要件を満たし、ユーザーにとって理解しやすい形で提示されている。 また、住民、専門家、都市機構の代表者が協力する”Urban Lab”もある。

### エスファハーン（イラン）（Isfahan）
エスファハーンは、スマートシティプログラム、統一された人事管理システム、交通システムを備えている。

### 兵庫県加古川市（Kakogawa City, Hyogo Prefecture）
通学路を中心とした市内の1500カ所に、見守りカメラや見守りサービス検知器を設置。また、公式スマートフォンアプリ「かこがわアプリ」のユーザーは、市からの緊急時のお知らせを受け取ったり、見守りサービス事業者の信号を受信したりできる。こうした取り組みにより、導入前と比較して市内の犯罪発生件数は年間3000件以上減少した。

### キーウ（ウクライナ）（Kyiv）
キエフには交通配車システムがある。このシステムには、公共交通機関に設置されたGPSトラッカーと、交通を監視する6,000台のビデオ監視カメラが含まれている。蓄積されたデータは、現地の交通管理サービスや交通アプリケーションの開発者が利用している。

### ロンドン（London）
ロンドンでは、“SCOOT”と呼ばれる交通管理システムが、磁力計と誘導ループのデータをスーパーコンピュータにフィードバックすることによって、交通交差点の青信号の時間を最適化し、街全体の交通を改善するために交通信号機を調整することができる。

### マドリード（Madrid）
スペインのスマートシティの先駆けであるマドリードは、地域サービスの統合管理を行う“MiNT Madrid Inteligente/Smarter Madrid”プラットフォームを採用している。これらには、ごみ収集、リサイクル及び公共スペースや緑地帯、その他の持続可能で計算機によるインフラのマネージメントが含まれる。 このプログラムは、IBMのINSAと共同で運営されており、INSAのビッグデータや分析能力、経験を活用している。 マドリードは、まず社会問題を特定し、それに対応する個々の技術やネットワークを特定し対処するボトムアップ型のスマートシティへのアプローチを取っていると考えられている。 このアプローチには、“Madrid Digital Start Up”プログラムによるスタートアップ（新興）企業の支援・認定も含まれている。

### マルタ共和国（Malta）
2011年に書かれた文書では、18世紀の“Żejtun”がマルタで最も早い「スマートシティ」として言及されているが、現代のスマートシティの文脈ではそうではない。21世紀になると、外国直接投資として、テクノロジーパークを計画した“SmartCity Malta”が部分的に稼働し、残りは建設中である。

### マンチェスター（Manchester）
2015年12月、マンチェスターの“CityVerve”プロジェクトが政府主導の技術コンペの勝者に選ばれ、モノのインターネット（IoT）スマートシティ実証の開発のために1000万ポンドが授与された。[167]
2016年7月に設立されたこのプロジェクトは、マンチェスター市議会など22の公共および民間組織のコンソーシアムによって実施されており、同市の継続的な権限委譲の取り組みと整合している。[168]
このプロジェクトは、IoTアプリケーションの能力を実証し、シティガバナンス、ネットワークセキュリティ、ユーザーの信頼と採用、相互運用性、拡張性、投資の正当化など、スマートシティ展開の障害に対処する能力を示すことを2年間の任務としている。
“CityVerve”は、オープンデータの原則に基づき、交通・移動、健康・社会保障、エネルギー・環境、文化・公共領域の4つの主要テーマのアプリケーションを結びつける「プラットフォーム・オブ・プラットフォーム」（platform of platforms）[169]を組み込んでいる。これはまた、このプロジェクトが拡張可能性を有し、世界中の他の場所に再展開することができることを保証する。

### ミラノ（Milan）
イタリアのミラノは、EUの「スマートシティ＆コミュニティ」構想によって、スマートシティ戦略や取り組みを開始することになった。しかし、多くのヨーロッパの都市とは異なり、ミラノのスマートシティ戦略は環境の持続可能性よりも社会の持続可能性に重点を置いている。 この焦点はミラノにほぼ限定されており、ミラノのビコッカ地区の事例に見られるように、その戦略の内容や実施方法に大きな影響を及ぼしている。

### ミルトン・キーンズ（英）（Milton Keynes）
ミルトン・キーンズは、スマートシティを目指すことを公約に掲げている。現在、そのための仕組みとして、自治体、企業、大学、第3セクターが連携した「MK:Smartイニシアチブ」がある。このイニシアチブの焦点は、エネルギー使用、水使用、輸送をより持続可能なものにし、同時に市の経済成長を促進することである。このプロジェクトの中心となるのが、最先端の“MK Data Hub”の構築で、様々なデータソースから市のシステムに関連する膨大なデータの取得と管理を支援する。エネルギーや水の消費量、交通機関のデータ、衛星技術で取得したデータ、社会・経済データ、ソーシャルメディアや専用アプリからのクラウドソーシングデータなど、さまざまなデータソースが含まれる。
MK:Smartイニシアチブには、スマートシティのあり方に関する我々の理解を深める2つの側面がある。一つ目の「Our MK」は、市民主導で都市の持続可能性の問題を推進するための制度である。この制度は、市民が持続可能性に関するアイデアを実現するための資金とサポートを提供するものである。もう一つは、スマートシティの中で効果的に活動するためのスキルを市民に提供することである。アーバンデータスクールは、学校の生徒にデータのスキルを教えるオンラインプラットフォームであり、プロジェクトは、スマートシティとは何かについて市民に知らせるためのMOOCも制作している。

### モスクワ（Moscow）
モスクワでは、2011年から主要インフラとローカルネットワークの整備を行い、スマートソリューションを導入している。過去数年間、モスクワ政府はさまざまなプログラムを実施し、ITの発展に寄与してきた。そこで、情報都市プログラムが立ち上げられ、その後2012年から2018年まで実施された。このプログラムの当初の目的は、情報通信技術の大規模な導入を通じて、市民の日常生活を安全かつ快適にすることだった。 2018年夏、モスクワ市長のセルゲイ・ソビャーニン（Sergey Sobyanin）は、都市生活のあらゆる分野で現代技術を適用することを目的としたスマートシティ・プロジェクトを発表した。 そして2018年6月には、世界的経営コンサルタント会社マッキンゼー（McKinsey）が、モスクワがスマート技術で世界のトップ50都市のひとつになったと発表した。 スマートシティ技術は医療、教育、交通、市営サービスで展開されるようになってきている。この構想は、生活の質を向上させ、都市行政を効率化し、情報社会を発展させることを目的としている。スマートシティプロジェクト内には300以上のデジタルイニシアチブがあり、電子サービスは現在、オンラインや多機能センターを通じて広く提供されている。また、2012年に開始されたモスクワの全市Wi-Fiプロジェクトでは、現在16,000以上のWi-Fiインターネットアクセスポイントを提供しており、2021年初頭にはアクセスポイントの総数が20,500を超える予定である。その他、モスクワの電子学校プログラム、ブロックチェーンを利用したアクティブ・シチズン・プロジェクト、スマート交通管理などの取り組みがある。

### 松島新都市（韓国）（New Songdo City）
詳細は松島国際都市を参照

### ニューヨーク（New York）
ニューヨークでは、さまざまなスマートシティの取り組みが展開されている。その一例が、LinkNYCネットワークにある一連の都市サービスキオスクである。これらは、無料のWiFi、電話、デバイスの充電ステーション、地域の道案内などのサービスを提供し、キオスクのスクリーンで再生される広告で資金を調達している。

### サンレアンドロ（米国加州）（San Leandro）
カリフォルニア州サンリアンドロ市は、工業の中心地からIoT（Internet of things：インターネットを通じて機器同士が通信する技術）のテックハブへと変貌を遂げようとしている。カリフォルニア州の電力会社“PG&E”は、この試みと、IoTセンサーで監視される分散型エネルギーネットワークを街全体に構築するスマートエネルギー試験プログラムを、同市と共同で行っている。その目的は、複数のエネルギー源との間で電力を受電し、再分配するのに十分な容量を持つエネルギーシステムを市に提供することである。

### サンタクルーズ（米国加州）（Santa Cruz）
他のスマートシティ技術の用法がサンタクルーズにおいてみられる。そこでは地域当局は、以前に、犯罪データの歴史を警察の必要性の予測と必要な場所に警察を重点的に配備するために分析した。 分析ツールにより、財産犯罪が発生しやすい場所を毎日10か所ずつリストアップし、緊急事態に対応していないときは、これらの地域に警察の力を集中させる。このようなICT技術の活用は、ヨーロッパの都市のスマートシティ活用とは異なり、世界各地でのスマートシティのコンセプトの広さを示しているのかもしれない。サンタクルーズ市は、このような小さなコミュニティでの有効性に疑問があったため、2018年に予測型警察技術の利用を停止した。

### サンタンデール（スペイン）（Santander）
スペイン北部のカンタブリア州にあるサンタンデール市には，建物，インフラ，交通，ネットワーク，公共施設などをつなぐ2万個のセンサーがあり，相互作用や管理プロトコル，デバイス技術，発見，ID管理，セキュリティなどのサポートサービスといったIoT機能の実験・検証のための物理空間を提供している。 サンタンデールでは，公害，騒音，交通，駐車場のレベルをセンサーが監視している。

### 上海（Shanghai）
上海のIoTとインターネット接続速度の発展により、サードパーティ企業が都市の生産性に革命を起こしている。 モバイルライドシェア大手の“DiDi Chuxing”は、乗車記録などのユーザー保護機能や、新しい迅速対応安全センターを継続的に追加し、上海はスマートシティ政策をさらに推進している。 第1回中国国際輸入博覧会（China International Import Expo）の際、上海はスマートモビリティに焦点を当て、都市の効率を高めるためにすべての地下鉄駅やバスでスマートフォン交通カードを受け入れるセンサーを導入した。

### シンガポール（Singapore）
主要記事スマート国家
都市国家であるシンガポールは、「スマート・ネーション」への変革に着手し、ネットワーク、データ、情報通信技術の力を活用し、生活の向上、経済機会の創出、より親密なコミュニティの構築に努めている。

### ストックホルム（Stockholm）
ストックホルムのスマートシティ技術は、ストックホルム全域に光ファイバーのユニバーサルネットワークを提供するために1994年に開発されたStokabダークファイバーシステムに支えられている。 この企業はストックホルム市自身の所有である。このクレームワークでは、ストックホルムはグリーンIT戦略を立てている。 民間企業はサービスプロバイダーとしてファイバーを同等の条件でリースすることができます。このような枠組みの中で、ストックホルム市はグリーンIT戦略を策定した。 グリーンITプログラムは、エネルギー効率の高い建物（暖房費の最小化）、交通監視（道路時間の最小化）、eサービスの開発（紙使用量の最小化）などのIT機能を通じて、ストックホルムの環境負荷低減を目指すものである。また、「e-Stockholm」プラットフォームでは、政策発表、駐車場予約、除雪などのeサービスの提供が中心となっており、さらにGPS解析により、住民が市内を移動する際のルートを計画することができるようになっている。 地区ごとのスマートシティ技術の例としては、キスタ科学都市地域が挙げられる。 この地域では、スマートシティ戦略の実装に向けて大学、産業、政府が共同でICTアプリケーションを開発するというトリプルヘリックスという概念に基づいている。

### 台北（Taipei）
台北市は2016年から“smarttaipei”プロジェクトを開始し、ボトムアップの仕組みという新しい発想や概念を取り入れられるよう、市役所行政の文化を変えていくことを大きなコンセプトとしている。台北市政府は「台北スマートシティプロジェクトマネジメントオフィス」、通称「PMO：Taipei Smart City Project Management Office」を設立し、スマートシティの開発を実施、ガバナンスしている。その後、イノベーションのマッチングプラットフォームを構築し、産業界と政府のリソースを結合して、市民の要求を満たすスマートソリューションを開発する。
PMOは産業界からの提案を受け入れ、台北市の関連部署と交渉して新しい概念実証（PoC：proof of concept）プロジェクトを開始するのを支援し、市民が必要な革新的技術にアクセスできるようなマッチング・プラットフォームを提供する。現在、150以上のPoCプロジェクトが設立されているが、終了したプロジェクトはわずか34％である。

## 研究
大学の研究所はインテリジェントシティのプロトタイプを開発した。
- IGLUS（INNOVATIVE GAVERNANCE OF LARGE URBAN SYSTEMS）は、EPFLが主導する都市インフラのガバナンスシステム開発に焦点を当てたアクションリサーチ・プロジェクトである。IGLUSは“Coursera”を通じてインターネット上で誰もが無料で受講できる大規模な開かれた講義（MOOC：Massive Open Online Course）を発表している。[200]
- MITスマートシティラボ[201]は、インテリジェントで持続可能な建物、モビリティシステム（グリーンホイール電動自転車、モビリティオンデマンド、シティカー、ホイールロボット）に焦点を当てている。
- インテルシティ（IntelCities）[202]は電子政府、計画システム、市民参加のための研究コンソーシアムであり、URENIO（Urban and Regional Innovation）は知的都市の研究と計画を推進しながら、戦略的知能、技術移転、共同イノベーション、インキュベーションに焦点を当てたイノベーション経済[203]のための知的都市プラットフォームを開発[204]した。
- スマートシティ学術ネットワーク（the Smart Cities Academic Network）[205]は、北海地域の電子統治と電子サービスに取り組んでいる。
- “MK:Smart”プロジェクト[115]では、スマートシティに関する市民教育とともに、持続可能なエネルギー利用、水利用、交通インフラの問題に焦点を当て、市民の関係を促進する方法を模索している[178][179][180]。
- テルアビブ大学（Tel Aviv University）のLAMBDA（Laboratory for AI, Machine Learning, Business & Data Analytics）は、スマートシティにおけるデジタルライフ、スマート交通、人間の移動パターンに焦点を当てている。[206]
- この分野の研究誌には、2018年に創刊された英国“IET Smart Cities”がある。[207]

## 批判
Surveillance issues in smart cities: 英語版も参照
スマートシティに対する批判は、以下を中心に展開されている:
- 戦略的関心に偏ることで、ICTを中心としない有望な都市開発様式が無視される可能性がある[209]。
- 科学的に計画された都市としてのスマートシティは、都市における現実の開発がしばしば行き当たりばったりで参加型であるという事実に逆らうことになる。そのような批判の流れの中で、スマートシティは「そのすべて効率的な環境の中で暮らす人々を曖昧にさせ、麻痺させる」ため、市民にとって魅力的でないものとみなされる[210]。
- スマートシティという概念の重視は、都市がスマートであるために必要な新しい技術やネットワーク化されたインフラの発展がもたらしうる負の影響を過小評価することにつながるかもしれない[211]。
- グローバル化したビジネスモデルは資本の流動性に基づいているため、ビジネス志向のモデルに従うと、長期的な戦略を失うことになりかねない。「“空間的固定”は、必然的に、移動資本がしばしば "自分自身で取引を行い "町を訪れること” ができ、他の場所でより良い取引を受けられると移動することを意味する。これは、工業都市、[または]製造業都市にそうであったのと同様に、スマートシティにも当てはまる」[208]。
- 高度なビッグデータの収集と分析により、スマートシティにおける監視、特に予測的な取り締まりに関する疑問が投げかけられている。
- スマートシティの環境では、個人のプライバシーに影響を与える脅威が多く存在する。スキャン、識別、時間や移動方向などの現在地の確認などに技術が関わってくる。住民は常に監視され、コントロールされていると感じるかもしれない[212]。
- 2018年8月現在、スマートシティに関する議論は、都市の住民やそのプロセスにどのように関わるかよりも、テクノロジーの利用や導入が中心となっている[213]。
- 特に低所得国では、基本的なサービスへのアクセスが制限され、貧困の中で暮らす都市住民にとって、スマートシティは無縁の存在である。スマートシティに注力することで、不平等や疎外感を悪化させる可能性がある[214]。
- 移動、視覚、聴覚、認知機能に影響を与える障害者など、アクセシビリティに問題を抱える人々のためにスマートシティ戦略が計画されていない場合、新しいテクノロジーの導入が新たな障壁を生み出す可能性がある[215]。
- デジタル化は環境負荷が大きく、環境コストが外部コミュニティに外在化する可能性がある[216][217][218]。